# Stefania Liberakakis
Stefania Liberakakis (en grec moderne : Στεφανία Λυμπερακάκι, Stefanía Lymperakáki), également connue sous le mononyme Stefania, est une chanteuse, actrice et vidéaste web greco-néerlandaise née le 17 décembre 2002 à Utrecht aux Pays-Bas. 
Elle a représenté les Pays-Bas au Concours Eurovision de la chanson junior 2016 à La Valette à Malte, au sein du groupe Kisses. Elle devait représenter la Grèce au Concours Eurovision de la chanson 2020, à Rotterdam aux Pays-Bas. Cependant, le concours étant annulé, elle a représenté la Grèce au Concours Eurovision de la chanson 2021.

## Carrière

### 2013-2016: Débuts
Stefania commence sa carrière en 2013, lorsqu'elle participe à The Voice Kids aux Pays-Bas. Elle rejoint l'équipe du coach Marco Borsato, et est éliminée lors de l'étape des Battles. À la suite de cette expérience, elle rejoint le chœur pour enfants Kinderen voor Kinderen, où elle reste pendant deux ans.

### 2016:Concours Eurovision de la chanson junior
En 2016, elle est choisie pour intégrer le groupe Kisses, qui représente les Pays-Bas au Concours Eurovision de la chanson junior 2016. Le groupe interprète la chanson Kisses and Dancin', avec laquelle elles se classent huitièmes sur dix-sept participants, avec un total de 174 points.

### 2017-2019: Carrière solo
En 2018 sort son premier single Stupid Reasons. Elle en sort trois autres en 2019: Wonder, I'm Sorry (Whoops!) et Turn Around. En juin 2019, elle réalise une reprise de la chanson Con Calma (de Daddy Yankee et Snow) aux MAD Video Music Awards, pour la télévision grecque.
Depuis 2018, elle joue le rôle de Fenna dans la série télévisée Brugklas. Elle a également joué dans le film Brugklas: De tijd van m'n leven, De Club van Lekelijke Kinderen et 100% Coco New York. 

### 2020: Concours Eurovision de la chanson 2020
Fin 2019, Stefania est nommée comme candidate potentielle pour représenter la Grèce au Concours Eurovision de la chanson 2020, qui se tiendra du 12 au 16 mai 2020 à Rotterdam, aux Pays-Bas. Le 3 février 2020, il est confirmé qu'elle a effectivement été sélectionnée pour participer au Concours. Il est également annoncé que sa chanson s'intitulera SUPERG!RL. Elle participera à la seconde demi-finale, le jeudi 14 mai 2020, et en cas de qualification, à la finale du samedi 16 mai 2020.
À la suite de l'annulation de l'édition 2020 du Concours de l'Eurovision, elle est reconduite en 2021 pour représenter la Grèce avec une nouvelle chanson intitulée "Last Dance". Elle termine 10e du classement avec 170 points, recevant notamment le maximum du jury professionnel de Chypre et de France (12 points).

## Discographie

### Singles
- 2018: Stupid Reasons
- 2018: All I Want for Christmas Is You
- 2019: Wonder (de la version néerlandaise du Parc des merveilles)
- 2019: I'm Sorry (Whoops!)
- 2019: Turn Around
- 2020: SUPERG!RL
- 2021: Last Dance
- 2021: Mucho Calor